# نظم التشغيل على الإنترنت
نظام تشغيل الإنترنت ، أو نظم تشغيل الإنترنت ، هي كل أنظمة التشغيل المصممة لتشغيل جميع التطبيقات والخدمات الخاصة بها من خلال استخدام الإنترنت، (متصفح الويب). تتمثل مزايا نظام التشغيل هذا في أنه يتم تشغيله على جهاز نحيف ، مما يسهل إدارة أنظمة الحاسب زهيدة الثمن؛ وقد يتطلب الأمر تصميم جميع التطبيقات على معايير مشتركة مفتوحة. لن ترتبط تطبيقات المستخدم ومستنداته وتفضيلاته بجهاز حاسوبي واحد، بل سيتم وضعها في شبكة الإنترنت السحابية. تمت ترقية نظام التشغيل على الإنترنت كنوع مثالي من النظام الأساسي «للبرمجيات كخدمة».

## نبذه تاريخيه
بدأ الحديث عن أنظمة التشغيل على الإنترنت في عام 1995 عندما بدأت حرب المتصفحتشتعل بين Microsoft وNetscape .
استجابةً للقدرات المحدودة لـ HTML في ذلك الوقت، بدأت Microsoft في تطوير نظام أساسي لتأليف المحتوى عبر الإنترنت يستند إلى OLE الموزع (ربط الكائنات وتضمينها) والتي أطلق عليها اسم Blackbird. باستخدام OLE ، ستحتوي التطبيقات الموضوعة على الويب على منطق المعالجة الخاص بها، وبالتالي ستعمل بشكل مشابه للتطبيقات في بيئة سطح المكتب النموذجية. وكردة فعل سريعة، كانت هناك مخاوف من أن هذا من شأنه أن يربط الويب بتقنية Microsoft المملوكة والتي لن يتم ضمان تشغيلها عبر أنظمة مختلفة.
كتحدي، أعلن Marc Andreessen من Netscape عن مجموعة من المنتجات الجديدة التي من شأنها أن تساعد في تحويل المستعرض إلى ما أسماه "Internet OS" الذي يوفر الأدوات وواجهات البرمجة لجيل جديد من التطبيقات المستندة إلى الإنترنت. لا يزال "Internet OS" يعمل على أعلى نظام تشغيل عادي – يتمحور حول Netscape Navigator – لكنه رفض أنظمة تشغيل سطح المكتب مثل Windows ببساطة، مكررًا أن الهدف أو الغرض سيكون «تحويل Windows إلى مجموعة دنيوية من برامج تشغيل الأجهزة التي لم يتم تصحيحها بالكامل».
أوضح Andreessen أن أحدث إصدارات Navigator ليست فقط متصفحات الويب، بل مجموعات من تطبيقات الإنترنت، بما في ذلك برامج البريد، و FTP ، والأخبار، وأكثر من ذلك، وستأتي مع مجموعة متنوعة من أنواع المستندات، مثل Adobe Acrobat وApple QuickTime وSun Java applets ، والتي من شأنها أن توفر واجهات برمجة وأدوات النشر للمطورين والمبرمجين. ستستمر Netscape أيضاً في بيع برامج الخوادم الخاص بها، وستعمل تطبيقات Java الصغيرة على الأنظمة الأساسية على كلٍ من عملائها وخوادمها، وكلغة برمجة نصية في شكل JavaScript .
كما أنها ستوفر تسهيلات لمعالجة المعاملات الخلفية، ووضع نموذج العميل / الخادم مع التنقل بين العملاء وخوادم التطبيقات وخوادم قواعد البيانات. نظراً للقدرات الواسعة التي يتم تقديمها من هذه المتصفحات، أصبح الفارق الوحيد من الناحية التقنية بين Netscape Navigator ونظام التشغيل التقليدي هو أن Navigator لم يتضمن برامج تشغيل الأجهزة.
المشاكل التقنية مع Blackbird ، ونمو الويب، وما يتم رؤيته من علامات تنافسية من Netscape ، سرعان ما دفعت Microsoft إلى إعادة التفكير في إستراتيجيتها وبدأت في وضع OLE كأداة أساسية ضمن النظام البيئي المقترح لـ Netscape.
سيتم الآن تضمين OLE في صفحات الويب باستخدام مكون إضافي ActiveX ، وسيتم دمجه بسهولة على جانب الخادم باستخدام تطوير صفحات ASP النشطة.

### «المجموعة الخماسية» و NC
بدأت معارضة Microsoft في هذه الصناعة في النمو، كما حدث مع مفهوم "Internet OS"، وأدى ذلك إلى تشكيل تحالف حول تطوير Java كبديل لنظام Windows. الشركاء الرئيسيون هم نتسكيب و Sun وOracle وIBM. تمت الإشارة إلى هذه الشركات بشكل غير رسمي في الصحافة الصناعية باسم «المجموعة الرباعية». ثم بعد ذلك، إنضمت شركة نوفل (نوفل) لاحقًا إلى التحالف، مما أدى إلى تسمية هذه المجموعة بـ «المجموعة الخماسية».
في شهر مايو من عام 1997، نشرت المجموعة ورقة عمل ناقشت فيها تكامل نماذج مكونات البرمجيات في CORBA – وهي بنية شائعة الاستخدام تسمح لتطبيقات الحاسب من مختلف البائعين الذين يعملون على أنظمة مختلفة بالعمل معاً عبر الشبكات. ومن هذا المنطلق، أصدروا بعد ذلك العديد من طلبات تقديم العروض إلى مجموعة إدارة الكائنات (OMG)، وهي هيئة المعايير المسؤولة عن إدارة CORBA ، والتي تهدف إلى المساعدة في دمج جوانب مختلفة من Java. تضمنت المقترحات دعم JavaBeans – البنية التسلسلية لمكونات Java – وجافا سكريبت.
في ما كان يطلق عليه "Java-tization of CORBA"، كانت المجموعة تقوم بوضع موقع Java ليكون بنية كائن موزعة، على غرار ما قصدته Microsoft مع OLE في Blackbird. سيكون OLE موجودًا فقط كتقنية من الدرجة الثانية والتي من تتم من خلال واجهة CORBA باستخدام JavaBeans.
عززت المجموعة أيضاً فكرة وجود نظام تشغيل JavaOS – وهو نظام تشغيل بسيط قائم على Java – والذي بدوره يقوم بتشغيل متصفح الويب الخاص بـ Netscape ، ومن خلال المتصفح يقوم بتشغيل مكونات JavaBeans. سيكون هذا هو الواجهة لنظام بيئي جديد قائم على معايير مفتوحة؛ أولا، HTML في متصفح الويب؛ وثانيا، جافا، التي كانوا يأملون أن تصبح معتمدة على نطاق واسع من خلال CORBA.
ستتم استضافة JavaOS على حاسب شبكة (أو NC)، وهو مفهوم طالما طالبت به شركة أوراكل. سيكون NC حاسوب رفيعاً مصمماً فقط لإستخدام الإنترنت، مما يسمح للوصول إلى التطبيقات والمستندات المخزنة بالكامل عبر الإنترنت. رأت Oracle أن دورها هو توفير أدوات لطبقة الخوادم، حيث سيتم توفير التطبيقات التي تستضيفها الشبكة من خلال خادم تطبيقات الشبكة، والتي بدورها ستستخدم أنظمة إدارة قواعد البيانات و Oracle7 و Oracle Web Server. حددت Oracle أيضاً ما يشار إليه باسم هندسة حوسبة الشبكة (NCA)، والتي ستفصل منطق العرض التقديمي والتطبيق والوصول إلى البيانات في تطبيقات Java أو NCA.
طرحت Microsoft وIntel استجابة لهذا التحدي معيارًا لنموذج منافس يسمى NetPC ، وهو جهاز كمبيوتر بدون قرص يمكن تكييفه بشكل أساسي مع استخدام مستعرض الويب وسيعمل على تشغيل إصدار مبسط من نظام التشغيل Windows 95 ، يطلق عليه اسم Pegasus. في وقت لاحق على الطريق، تطورت هذه الفكرة إلى النت بوك. انتقدت Microsoft علانية فكرة نظام التشغيل على الإنترنت، وبدلاً من ذلك، جادلت بأن نظام تشغيل سطح المكتب التقليدي يجب أن يكون ممكّنًا على الإنترنت، بداية الفكرة لـ Active Platform ، وهي إستراتيجية الإنترنت التي بلغت ذروتها لاحقًا في إصدار نظام التشغيل Windows 98 . أصبحت هذه الاستراتيجية، التي تضمنت تجميع Internet Explorer بإحكام في Windows ، مركز الدعوى المناهضة للثقة بالولايات المتحدة ضد Microsoft. شارك كل من Gang of Five – Netscape و Sun و IBM و Oracle و Novell – في الضغط من أجل اتخاذ إجراءات ضد الاحتكار ضد Microsoft.
بحلول عام 1998، بدأ تحالف Java في الانهيار. واصلت شركة Oracle تطوير قواعد بيانات Java من جانب الخادم، ولكنها تخلت عن فكرة كمبيوتر الشبكة، وقد تخلى Netscape عن جهود متصفح Java الخاصة بهم، بدلاً من ذلك بهدف وضع أنفسهم كبوابة إنترنت. تم إلقاء اللوم على ضغوط المستثمرين.

### Google , Chrome OS
أعادت Google إحياء فكرة نظام التشغيل على الإنترنت في عام 2009 من خلال تطوير نظام التشغيل Chrome OS ، وهو نظام تشغيل قائم على نظام Linux مصمم للعمل حصرياً مع تطبيقات الويب المستندة إلى AJAX . تم تصميم نظام التشغيل ليبدو ويعمل مثل متصفح الويب Chrome ويباع على أجهزة الحاسب المحمولة التي تم تطويرها مع شركاء يطلق عليهم Chromebooks . كما قاموا بترويج G Suite ، مجموعة تطبيقات الويب الخاصة بهم، كبديل لبرامج سطح المكتب التقليدية مثل Microsoft Office .
لقد حاولت Google معالجة الانتقادات القياسية لمفهوم نظام التشغيل عبر الإنترنت بمشاريع التطوير الخاصة بها. يتيح برنامج Google Native Client للمتصفح تشغيل الشفرة الأصلية Intel x86 في (sandbox)، بحيث يمكن للبرامج الأكثر تعقيداً تشغيل هذا الجهاز بشكل أكثر استفادة من أجهزة النظام. تم إنشاء Google Gears أيضًا للسماح بالوصول دون إتصال بالتطبيقات عبر الإنترنت، على الرغم من أنه تم إهمال ذلك لصالح مخزون الويب، وهو نموذج في عملية التقييس من قبل World Wide Web Consortium (W3C).

## إنظر أيضاً
- حوسبة سحابية